# بیل سیسونز
بیل سیسونز (انگلیسی: Bill Sissons; ۱ فوریهٔ ۱۹۰۱ – ۲۸ ژوئن ۱۹۸۸) بازیکن فوتبال اهل بریتانیا بود.
از باشگاه‌هایی که در آن بازی کرده‌است می‌توان به باشگاه فوتبال لینکولن سیتی اشاره کرد.